# 郊区 (铜陵市)
郊区是中國安徽省铜陵市下辖的一个市辖区。区域总面积为180平方公里，辖区人口16.5万人。区人民政府駐大通镇铜都大道8699号。

## 行政区划
郊区下辖2个街道办事处、5个镇、1个乡：
桥南街道、安庆矿区街道、铜山镇、大通镇、老洲镇、陈瑶湖镇、周潭镇、普济圩社区、灰河乡和郊区经济开发区。

## 人口
根据第七次人口普查数据，截至2020年11月1日零时，郊区常住人口为164233人。